# Mesterholdenes Europa Cup i håndbold 1976-77 (mænd)
Mesterholdenes Europa Cup i håndbold 1976–77 for mænd var den 17. udgave af Mesterholdenes Europa Cup i håndbold for mænd. Turneringen havde deltagelse af 26 klubhold, som sæsonen forinden var blevet nationale mestre, og den blev afviklet som en cupturnering, hvor opgørene til og med semifinalerne blev afgjort over to kampe (ude og hjemme), mens finalen blev afgjort i én kamp på neutral bane.
Turneringen blev vundet af Steaua Bucuresti fra Rumænien, som i finalen i Sindelfingen besejrede CSKA Moskva fra Sovjetunionen med 21-20. Det var anden gang at det rumænske hold vandt Mesterholdenes Europa Cup – første gang var i sæsonen 1967-68.
Danmarks repræsentant i turneringen var Fredericia KFUM, som blev slået ud i semifinalen af de senere vindere Steaua Bucuresti, som vandt med 48-41 over to kampe.

## Resultater

### 1/16-finaler
| Dato   | Dato   | Hjemmehold i 1. kamp   | Udehold i 1. kamp       | Resultat | Resultat | Resultat |
| 1.kamp | 2.kamp | Hjemmehold i 1. kamp   | Udehold i 1. kamp       | Samlet   | 1.kamp   | 2.kamp   |
| ------ | ------ | ---------------------- | ----------------------- | -------- | -------- | -------- |
| ?      | ?      | Steaua Bucuresti       | Pallamano Trieste       | 76–39    | 38-21    | 38-18    |
| ?      | ?      | ROC Flemallois         | HB Dudelange            | ?–?      | ?-?      | ?-?      |
| 15.10. | ?      | Dózsa Debrecen         | CSKA Sofia              | ?–?      | 23-16    | ?-?      |
| 12.10. | ?      | Rudá Hvězda Bratislava | Oberglas Bärnbach       | ?–?      | 30-9     | ?        |
| 13.10. | ?      | Stella Sports St. Maur | Grasshopper-Club Zürich | ?–?      | 12-18    | ?-?      |
| ?      | 24.10. | FH                     | Vestmanna ÍF            | 53–33    | 28-13    | 25-20    |
| ?      | ?      | OS Belenenses          | Hapoel Rechovot         | ?–?      | ?-?      | ?-?      |
| ?      | ?      | HV Sittardia           | Birkenhead HC           | 77–17    | 38-5     | 39-12    |
| ?      | ?      | Ystads IF              | Sparta IF               | 42–29    | 25-14    | 17-15    |
| ?      | 28.10. | CSKA Moskva            | SC Leipzig              | 42–36    | 21-17    | 21-19    |

### 1/8-finaler
| Dato   | Dato   | Hjemmehold i 1. kamp   | Udehold i 1. kamp       | Resultat | Resultat | Resultat |
| 1.kamp | 2.kamp | Hjemmehold i 1. kamp   | Udehold i 1. kamp       | Samlet   | 1.kamp   | 2.kamp   |
| ------ | ------ | ---------------------- | ----------------------- | -------- | -------- | -------- |
| ?      | 24.12. | HB Dudelange           | Steaua Bucuresti        | 28–63    | 11-28    | 17-35    |
| 19.11. | 15.12. | BC Calpisa Alicante    | Oppsal IF               | 32–19    | 14-7     | 18-12    |
| ?      | 12.12. | Dózsa Debrecen         | Fredericia KFUM         | ?–?      | ?-?      | 17-31    |
| ?      | 12.12. | Rudá Hvězda Bratislava | Grasshopper-Club Zürich | ?–?      | ?-?      | 20-12    |
| ?      | 8.12.  | FH                     | WKS Slask Wroclaw       | 38–44    | 20-22    | 18-22    |
| ?      | 15.12. | VfL Gummersbach        | Hapoel Rechovot         | 42–33    | 25-15    | 17-18    |
| ?      | ?      | HV Sittardia           | Ystads IF               | 31–54    | 17-34    | 14-20    |
| 24.11. | 16.12. | RK Borac Banja Luka    | CSKA Moskva             | 39–47    | 23-26    | 16-21    |

### Kvartfinaler
| Dato   | Dato   | Hjemmehold i 1. kamp | Udehold i 1. kamp      | Resultat | Resultat | Resultat |
| 1.kamp | 2.kamp | Hjemmehold i 1. kamp | Udehold i 1. kamp      | Samlet   | 1.kamp   | 2.kamp   |
| ------ | ------ | -------------------- | ---------------------- | -------- | -------- | -------- |
| 25.1.  | 3.2.   | Steaua Bucuresti     | BC Calpisa Alicante    | 40–39    | 22-19    | 18-20    |
| ?      | 5.2.   | Fredericia KFUM      | Rudá Hvězda Bratislava | 50–40    | 25-17    | 25-23    |
| ?      | 5.2.   | VfL Gummersbach      | WKS Slask Wroclaw      | 39–34    | 16-14    | 23-20    |
| 29.1.  | 5.2.   | CSKA Moskva          | Ystads IF              | 46–33    | 26-19    | 20-14    |

### Semifinaler
| Dato   | Dato   | Hjemmehold i 1. kamp | Udehold i 1. kamp | Resultat | Resultat | Resultat |
| 1.kamp | 2.kamp | Hjemmehold i 1. kamp | Udehold i 1. kamp | Samlet   | 1.kamp   | 2.kamp   |
| ------ | ------ | -------------------- | ----------------- | -------- | -------- | -------- |
| 26.3.  | 2.4.   | Steaua Bucuresti     | Fredericia KFUM   | 48–41    | 29-22    | 19-19    |
| 26.3.  | ?      | VfL Gummersbach      | CSKA Moskva       | 34–35    | 18-20    | 16-15    |

### Finale
Finalen blev spillet i Sindelfingen, Vesttyskland.
| Dato  | Vinder           | Finalist    | Res.  | Pause |
| ----- | ---------------- | ----------- | ----- | ----- |
| 22.4. | Steaua Bucuresti | CSKA Moskva | 21–20 | 14-9  |